# Calvesche Buchhandlung
Die Calvesche Buchhandlung (auch J. G. Calve’sche Buchhandlung) war eine Buchhandlung mit Verlag in Prag, der von 1789 bis ins späte 19. Jahrhundert bestand. Gegründet von Johann Gotthold Calve, war der Buchverlag auf wissenschaftliche, literarische und populäre Veröffentlichungen spezialisiert.

## Der Gründer Johann Gotthold Calve
Johann Gotthold Calve (* 1757 in Halle/Saale, Preußen; † 8. Mai 1805 in Prag) war ein deutscher Buchhändler und Verleger. Von 1785 bis 1789 arbeitete er als Buchhalter für den Prager Verleger Johann Ferdinand von Schönfeld. Im November 1789 verließ er Schönfelds Unternehmen, um seine eigene Buchhandlung zu gründen. Laut Schönfeld erzählte dieser seinem Mieter August Gottlieb Meißner von Calves Weggang und der Gründung des neuen Unternehmens.
Calve war Lehrherr und Schwager des Wiener Verlagsbuchhändlers Joseph Geistinger sowie von Rudolf Tempsky, der später ebenfalls im Buchhandel tätig war. Calve starb am 8. Mai 1805 im Alter von 49 Jahren an Tuberkulose.

## Geschichte der Buchhandlung

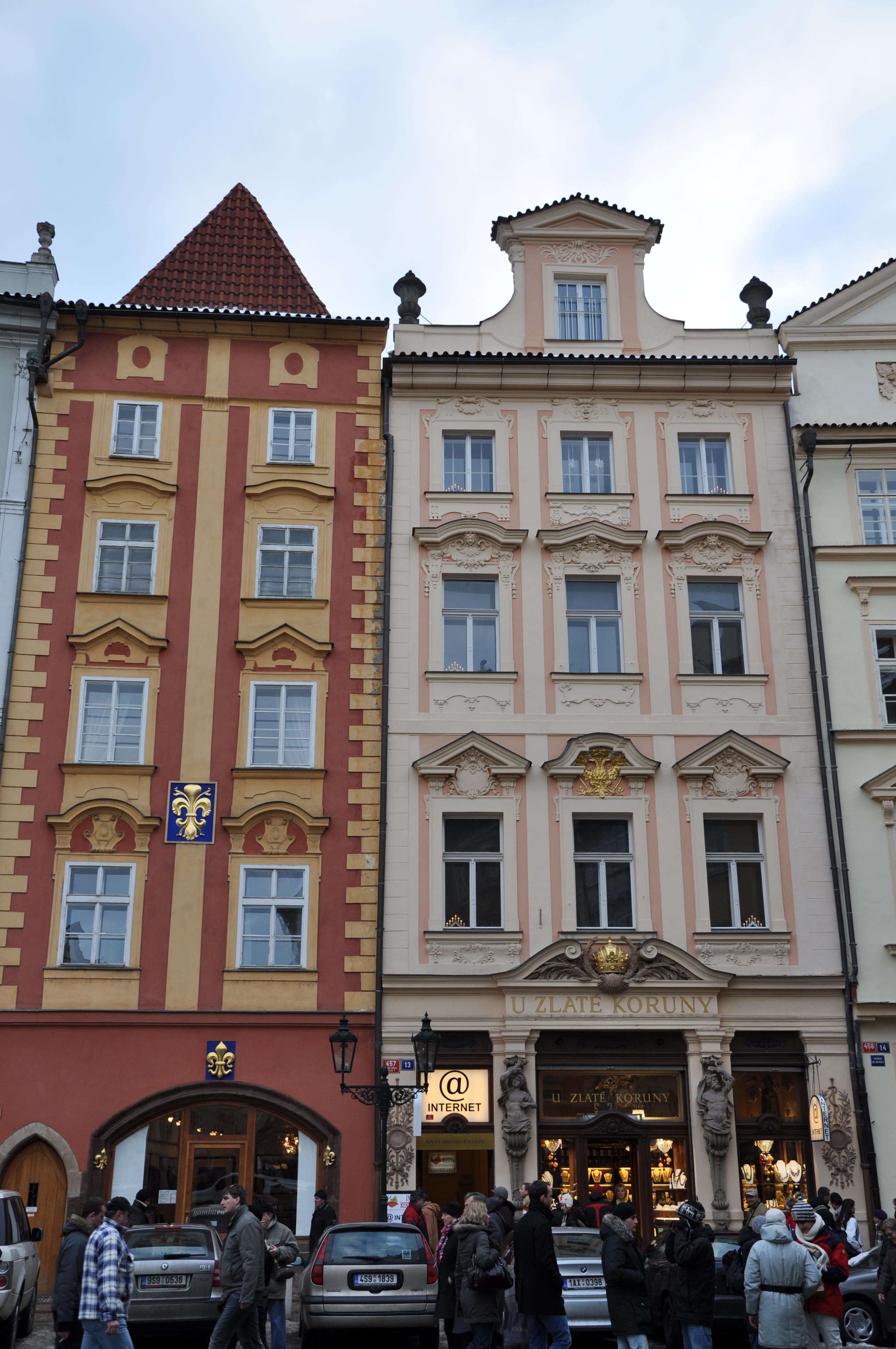
Links das Haus Zur goldenen Lilie, in dem sich die Calvesche Verlagsbuchhandlung befand

### Gründung und frühe Jahre (1789–1805)
Johann Gotthold Calve eröffnete seine Buchhandlung im Haus Zur goldenen Lilie auf dem Kleinen Ring in der Prager Altstadt. Bereits 1790 besuchte er die Leipziger Buchmesse und pflegte enge Geschäftsbeziehungen zu Verlagen wie Gebauer in Halle, Breitkopf & Härtel und Göschen.
Die Buchhandlung verlegte eine breite Palette von Publikationen, darunter Chroniken, Lexika, Musikalien, religiöse Schriften, Romane, Schulbücher, Theatralia, wirtschaftswissenschaftliche und wissenschaftliche Werke sowie Zeitschriften. In seinen Verlagskatalogen verzeichnete Calve auch fremdsprachige Publikationen, insbesondere französische und italienische Musikalien.
Während Calves Tätigkeit wurden nur drei tschechischsprachige Werke verlegt, alle vom Bauern und Schriftsteller František Jan Vavák. Dazu gehörten Krönungstexte für Leopold II. (1792) sowie Vaváks Tagebuch. Dennoch publizierte die Buchhandlung viele Werke von Autoren aus Böhmen, darunter Josef Dobrovský, Paul Stránský und August Gottlieb Meißner. Besonders bemerkenswert ist die illustrierte Ausgabe von Meißners „Historisch-malerischen Darstellungen aus Böhmen“ (1798).
Im Bereich der Belletristik veröffentlichte Calve u. a. Dramatische Werke für das Hoftheater in Dresden (1790) von J. F. E. Albrecht, den Roman Clara von Alben (1800) von Sophie Ristaud Cottin sowie die 1791 in Prag erschienene Travestie von Schillers „Jungfrau von Orleans“ (Das Mädchen von Orleans travestirt vom Ritter Fas), die in Dresden und Leipzig verboten wurde.

### Übernahme durch die Witwe Calve (1805–1808)
Nach dem Tod von Johann Gotthold Calve übernahm am 8. Mai 1805 seine Witwe die Leitung der Buchhandlung. Sie führte das Geschäft bis zum 9. Mai 1808 weiter und blieb an der bisherigen Adresse am Kleinen Ring in der Prager Altstadt.

### Spätere Entwicklung (ab 1808)
Ab 1806 wurde die Buchhandlung von J. G. L. Koch geleitet, der das Geschäft 1808 übernahm, jedoch bereits 1809 verstarb. Anschließend übernahm Friedrich Rudolph Tempsky die Firma und führte sie bis 1822.
Ab 1816 besaß die Buchhandlung eine eigene Drucklizenz. In dieser Zeit erweiterte sie ihr Sortiment und verlegte bedeutende Werke wie Paul Aloys Klars Jahrbuch "Libussa" (1846–1860) sowie die tschechische Nationalgeschichte "Dějiny národu českého v Čechách a v Moravě" von František Palacký (1848–1867).
Ein wichtiger Geschäftspartner war der Leipziger Verleger C. F. Peters, mit dem die Buchhandlung 1818 einen Jahresumsatz von 638 Gulden erzielte. Um den Absatz zu steigern, ließ Tempsky 4.300 Werbeanzeigen drucken, von denen 2.000 in Zeitschriften beigebunden wurden, um den Vertrieb in den österreichischen Provinzen zu fördern.
Ab 1846 wurde die Buchhandlung in zwei separate Geschäftsbereiche aufgeteilt:
- J. G. Calve’sche Verlagsbuchhandlung
- J. G. Calve’sche Sortimentsbuchhandlung

Letztere wurde 1854 von Friedrich Becke übernommen, während Friedrich Rudolph Tempsky 1855 vergeblich um eine Fortführung seiner eigenen Verlagsbuchhandlung ersuchte.

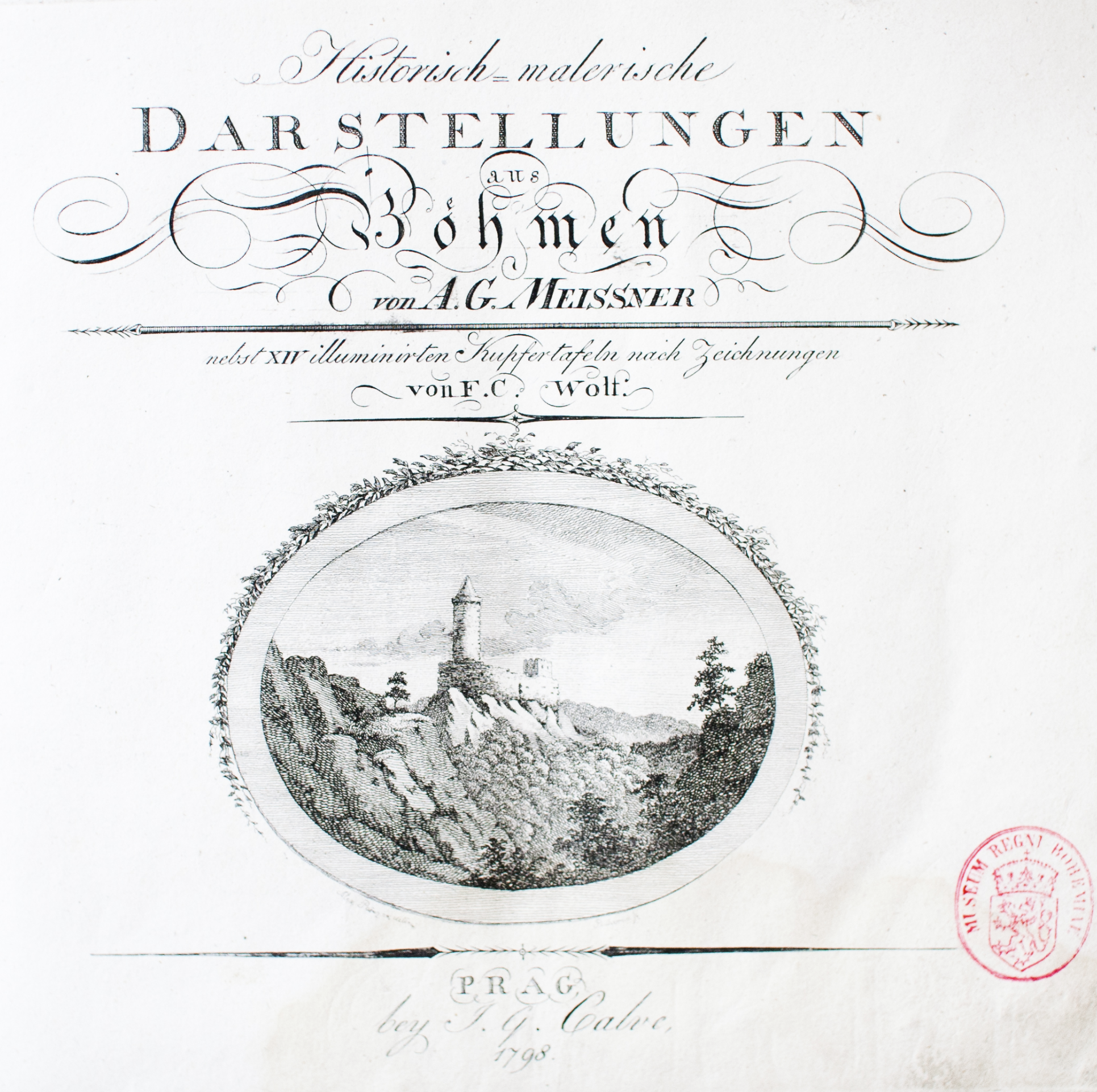
August Gottlieb Meißner, Historisch-malerische Darstellungen aus Böhmen. Prag, Calve 1798.

## Publikationen (Auswahl)
- Historisch-malerische Darstellungen aus Böhmen (1798) – A. G. Meißner
- Dramatische Werke für das Hoftheater in Dresden (1790) – J. F. E. Albrecht
- Das Mädchen von Orleans travestirt vom Ritter Fas (1791) – Verbotene Travestie von Schillers "Jungfrau von Orleans"
- Clara von Alben (1800) – Sophie Ristaud Cottin
- Dějiny národu českého v Čechách a v Moravě (1848–1867) – František Palacký
- Jahrbuch Libussa (1846–1860) – Paul Aloys Klar